# Väla, Örebro kommun
Väla är en bebyggelse norr om Hjälmaren i Stora Mellösa socken i Örebro kommun. Från 2023 avgränsar SCB här en småort.